# Бударагин, Михаил Александрович
Михаи́л Алекса́ндрович Будара́гин (8 февраля 1984 года, Потсдам — 22 декабря 2020 года, Москва) — российский журналист, редактор и обозреватель, публицист, педагог. До 2007 года — главный редактор официального сайта партии «Единая Россия», член федерального политического совета «Молодой гвардии Единой России». Занимал должность шеф-редактора интернет-издания «Актуальные комментарии», являлся обозревателем газеты «Культура».

## Биография
Окончил филологический факультет Новгородского государственного университета, получив специальность учителя литературы.
В 2002 году опубликовал сборник стихотворений «Звёзды в квадрате окна».
В октябре 2003 года принял участие в Третьем форуме молодых писателей России (мастер-класс Кирилла Ковальджи). Как литератор, публиковался в калининградском журнале «Насекомое».
До 2007 года работал главным редактором официального сайта партии «Единая Россия», был членом Федерального политсовета «Молодой гвардии Единой России».
Работал над материалами для многих изданий — «Известия» (на сайте «Известий» размещены его материалы за 2006—2008 годы), «Русский Журнал» (размещены его публикации за 2005—2008 годы), «GlobalRus.ru» (размещены его статьи за 2005—2007 годы), а также региональных изданий. Основатель «Новгородского политического клуба». Был редактором раздела «Авторские колонки» и отдела политики в Интернет-газете «ВЗГЛЯД.РУ», где вёл авторскую колонку.
Вместе с Андреем Маруденко Бударагин открыл информационный портал «Новгородские Хроники» о Новгороде и Северо-Западе России, который позже стал общероссийским Интернет-изданием «Новые Хроники», где до сих пор размещены материалы Михаила, датированные 2007—2008 годами.
Две статьи Михаила (за 2005 и 2007 год) опубликованы в издании «Агентство политических новостей». Участвовал во Всероссийском конкурсе молодых журналистов и уже тогда, в 2006 году, опубликовал статью в «Известиях».
Вёл Живой Журнал и «Твиттер» под ником joe_malaba Архивная копия от 28 июля 2011 на Wayback Machine.
Бударагин вел телеграм-канал «Книжный кит» — о культуре, поэзии, философии и актуальных событиях. Также регулярно читал лекции по литературе, в том числе в культурном центре «Пунктум».
Воспитывал сына. Коллекционировал нэцкэ.
Погиб при странных обстоятельствах. Возбуждено уголовное дело по ст. 110 УК РФ («Доведение до самоубийства»). Сам Бударагин накануне происшествие оставил в своем телеграм-канале «Книжный кит» отложенное сообщение, в котором сообщил об угрозах:
«Возможно, со мной что-то случилось, раз вы это читаете. Это старое сообщение. Я каждый день меняю дату. Раз оно появилось — не успел. Угрозы были давно <…> В твердом уме и здравой памяти. Все, что может быть похоже на самоубийство, им не является. Считайте убийством или покушением. Передайте, куда надо передать. И простите, кого обидел. И простите, кому остался должен. Все раздал. Ничего не осталось.»
Сообщается, что Бударагин увлекся спортивным тотализатором, в связи с чем неоднократно брал кредиты, в том числе в микрофинансовых конторах. До поры до времени родные не знали о его долгах. Затем мужчине стали приходить письма от коллекторов и даже угрозы. Однако также сообщается о том, что кредиты могли стать следствием семейных проблем: друзья покойного сообщили, что сам Бударагин объяснял свои проблемы тем, что влез в долги из-за болезни матери.